# 耶律古昱
耶律古昱（983年—1052年），字磨魯堇。辽国軍人。契丹人。北院林牙耶律突呂不四世孫。

## 生平
開泰年間，为烏古敵烈部都监。部民反乱，他在枢密使耶律世良之下討乱，因功受命鎮撫西北部。教部民植樹、畜牧，数年之后，部民多富实。中京大定府乱起，耶律古昱被辽圣宗任命为中京巡邏使，擒获反乱者。開泰四年（1015年），聖宗親征高麗國，耶律古昱率黄皮室軍击破高麗軍，累進御史中丞。后任開遠軍節度使，镇守归德。太平七年（1027年），为北院大王。重熙二十一年（1052年），转任天成軍節度使，在官任上去世。享年七十岁，追贈同中書門下平章事之位。

## 子
- 耶律宜新，重熙年间从萧惠讨西夏。萧惠大败，耶律宜新一军独全，拜北院大王。
- 耶律兀没，大康三年（1077年）为汉人行宫副部署。耶律乙辛诬害太子耶律濬，耶律兀没受牵连，辽道宗不与追究。当年秋，耶律乙辛又诬奏他和萧杨九私议宫壸事，被害。乾统年间，赠同中书门下平章事。

## 延伸阅读
[在维基数据编辑]
 《遼史/卷92》，出自脱脱《遼史》